# 구상민
구상민(한국 한자: 具相珉, 1991년 10월 31일~)은 대한민국의 축구 선수이며 포지션은 골키퍼이다. 현재 대한민국 부산 아이파크 소속이다.

## 축구인 경력

### 선수 경력
2014년 울산 현대미포조선 돌고래에 입단한 구상민은 2년간 뛰면서 울산현대미포조선의 내셔널리그 2연패에 크게 기여하였으며, 2015년에는 내셔널리그 최우수 선수상과 베스트일레븐에도 선정되었다.
2016년 K리그 챌린지 부산 아이파크로 이적하였다.

### 그 외
2014년 7월 25일 김해시청 축구단과의 경기에서 후반 5분 찬 골킥에 그대로 골로 이어지면서 100m 골을 기록하였다. 이후 아스미르 베고비치의 91m 최장거리 골 기록을 경신한 것으로 기네스북에 등재하려 했지만 관련 업체에서 3000만원의 비용을 요구하며 무산되었고, 연맹이 직접 기네스북 협회 측에 직접 문의했으나, 내셔널리그가 협회 기록 인정 기준에 충족되지 않아 등재에 실패했다.

## 수상

### 클럽

#### 울산 현대미포조선 돌고래
- 내셔널리그
  - 우승 2회 : 2014, 2015

### 개인
- 2015년 내셔널리그 MVP
- 2015년 내셔널리그 베스트 11 GK 부문